# Pacific Racing
Pacific Racing – brytyjski zespół wyścigowy, w latach 1994–1995 uczestnik wyścigów Formuły 1. Pacific został założony w 1984 roku przez mechanika Keitha Wigginsa, uczestnicząc początkowo w różnych edycjach Formuły Ford. W 1989 roku Pacific zadebiutował w Międzynarodowej Formule 3000; w sezonie 1991 kierowca zespołu, Christian Fittipaldi, został mistrzem Międzynarodowej Formuły 3000, a dwa lata później jeżdżący dla Pacifika David Coulthard był trzeci. W 1994 roku Wiggins postanowił zadebiutować z Pacifikiem w Formule 1 wraz z Paulem Belmondo i Bertrandem Gachotem jako kierowcami. Pacific PR01 był jednak nieudaną konstrukcją, a jego kierowcy wielokrotnie się nie kwalifikowali, wskutek czego Pacific jako jedyny konstruktor w sezonie 1994 nie został sklasyfikowany. W 1995 roku po zakupie praw do nazwy Team Lotus Pacific nadal uczestniczył w Formule 1 (jako Pacific Team Lotus), a jego kierowcami byli Gachot, Giovanni Lavaggi, Jean-Denis Délétraz i Andrea Montermini. Pacific był w stanie konkurować z takimi zespołami, jak Simtek czy Forti i dwukrotnie zajął ósme miejsce (Montermini w Grand Prix Niemiec i Gachot w Grand Prix Australii). Po 1995 roku Pacific wycofał się z Formuły 1 i wrócił do Międzynarodowej Formuły 3000. Starty w tej serii były jednak nieudane. W 1997 roku zespół uczestniczył jeszcze w serii International Sports Racing, po czym upadł.

## Początki
W 1984 roku były mechanik i kierowca wyścigowy, Keith Wiggins, założył zespół pod nazwą Pacific Racing. Zespół miał siedzibę w Snetterton. Wiggins zdołał pozyskać finansowe wsparcie Marlboro i wystawił Norwega Haralda Huysmana do Mistrzostw Beneluksu oraz Europy Formuły Ford 1600. Huysman zdobył tytuły mistrzowskie w obu tych seriach i przed przejściem do Brytyjskiej Formuły 3 pod koniec 1984 roku polecił Wigginsowi Belga Bertranda Gachota. Wiggins zatrudnił Gachota, któremu zapewnił samochód Reynarda na sezon 1985 Brytyjskiej Formuły Ford 1600. Gachot zdobył tytuł mistrzowski i osiągnięcie to powtórzył rok później w Brytyjskiej Formule Ford 2000, ponownie startując Reynardem. Dobre wyniki zespołu spowodowały, że Marlboro nadal go sponsorował. W 1987 roku Gachot odszedł do startującego w Brytyjskiej Formule 3 zespołu West Surrey Racing, wskutek czego Wiggins zastąpił go Finem Jyrki Järvilehto, znanym także jako JJ Lehto. W 1987 roku Lehto ścigał się w Brytyjskiej oraz Europejskiej Formule Ford 2000 i zdobył w tych seriach tytuły mistrzowskie. Po zdominowaniu zawodów Formuły Ford na rok 1988 Wiggins postanowił wystawić zespół w Brytyjskiej Formule 3. Kierowcą zespołu nadal był Lehto i to on został mistrzem serii. Oznaczało to, że Pacific w ciągu pięciu lat istnienia zdobył siedem tytułów.
Na sezon 1989 Lehto i Pacific zadebiutowali w Międzynarodowej Formule 3000, ponadto w charakterze drugiego kierowcy do zespołu dołączył Eddie Irvine. Zespół korzystał z Reynardów 89D, napędzanych silnikami Mugen. Już w pierwszym wyścigu – na torze Silverstone – Lehto był trzeci, ale został później zdyskwalifikowany. Pierwsze punkty w Międzynarodowej Formule 3000 zespół wywalczył w trzecim wyścigu sezonu za sprawą Lehto, który to na torze Pau był czwarty. Pierwsze podium, na torze Enna-Pergusa, wywalczył Irvine. Na ostatnią eliminację sezonu Lehto został zastąpiony przez Allana McNisha. Lehto i Irvine zdobyli w sumie 17 punktów, co oznaczało, że był to pierwszy rok w historii zespołu, w którym jego kierowca nie zdobył tytułu. Wskutek tego Marlboro na początku 1990 roku wycofało swoje wsparcie, zostając sponsorem DAMS.
Przed startem sezonu 1990 Międzynarodowej Formuły 3000 Wiggins zrezygnował z samochodów Reynard i zakupił pojazdy Lola. W charakterze kierowców Brytyjczyk zatrudnił kierowców płacących za starty; byli to Stéphane Proulx i Marco Greco. Proulx zadebiutował w Międzynarodowej Formule 3000 w 1989 roku, a Greco – w roku 1988, ale obaj nie odnieśli żadnych sukcesów w tej serii. Po dwóch wyścigach Greco odszedł z zespołu, zostając później kierowcą GA Motorsports i FIRST Racing, i przez siedem wyścigów jedynym kierowcą był Proulx, dopóki na dwie ostatnie eliminacje do Pacific Racing nie dołączył Claude Bourbonnais. Był to pierwszy sezon zespołu, w którym żaden z jego kierowców nie zdołał zdobyć punktu; najlepszym wynikiem było siódme miejsce Proulx w wyścigu w Nogaro.
Po nieudanym sezonie 1990 na rok 1991 Wiggins wrócił do samochodów Reynard. Pierwszym kierowcą wybrano Christiana Fittipaldiego – syna Wilsona oraz bratanka Emersona, który wcześniej ścigał się w Formule 3, natomiast jego zespołowym partnerem został Włoch Antonio Tamburini. W pierwszej eliminacji sezonu, na torze Vallelunga, Fittipaldi zdobył pole position i finiszował na drugim miejscu, tuż przed Tamburinim. Na torze Pau Fittipaldi ponownie zajął drugie miejsce, natomiast w Jerez, po starcie z pole position odniósł pierwsze dla Pacific Racing zwycięstwo w Formule 3000. W Mugello Fittipaldi był trzeci, a na torze Enna-Pergusa, po jego dyskwalifikacji, punktował Tamburini (czwarte miejsce). Na Hockenheimringu Fittipaldi i Tamburini finiszowali odpowiednio na czwartym i szóstym miejscu, a w Brands Hatch – na trzecim i piątym. Wyścigu na torze Spa-Francorchamps obaj kierowcy nie ukończyli, ale eliminacja na Bugatti Circuit zakończyła się podwójnym zwycięstwem kierowców Pacifika: Tamburini po starcie z drugiego miejsca odniósł swoje jedyne zwycięstwo w Międzynarodowej Formule 3000 (uzyskując także najszybsze okrążenie), wyprzedzając startującego z pole position Fittipaldiego. Ostatnią eliminację sezonu, na torze Nogaro, wygrał po starcie z pole position Christian Fittipaldi. Brazylijczyk zdobył tytuł mistrza Międzynarodowej Formuły 3000 i w 1992 roku zadebiutował w Formule 1 w zespole Minardi. Tamburini po zdobyciu czwartego miejsca w klasyfikacji generalnej kierowców odszedł z kolei na 1992 rok do serii Campionato Italiano Superturismo.
Po udanym sezonie 1991 do finansowania zespołu powrócił koncern Marlboro. Kierowcami zostali Francuz Laurent Aïello i Hiszpan Jordi Gené. W pierwszej eliminacji sezonu 1992 (na torze Silverstone) Gené zdobył pole position, po czym wygrał wyścig. Hiszpan zdobył podia jeszcze na torach Circuit de Catalunya i Circuit de Spa-Francorchamps (odpowiednio trzecie i drugie miejsce), zdobył także piąte miejsce na Hockenheimringu i z dorobkiem 21 punktów zajął piąte miejsce w klasyfikacji generalnej. Aïello punktował tylko dwukrotnie, zdobywając trzy punkty. Po sezonie Marlboro zaprzestało sponsorowania zespołu.

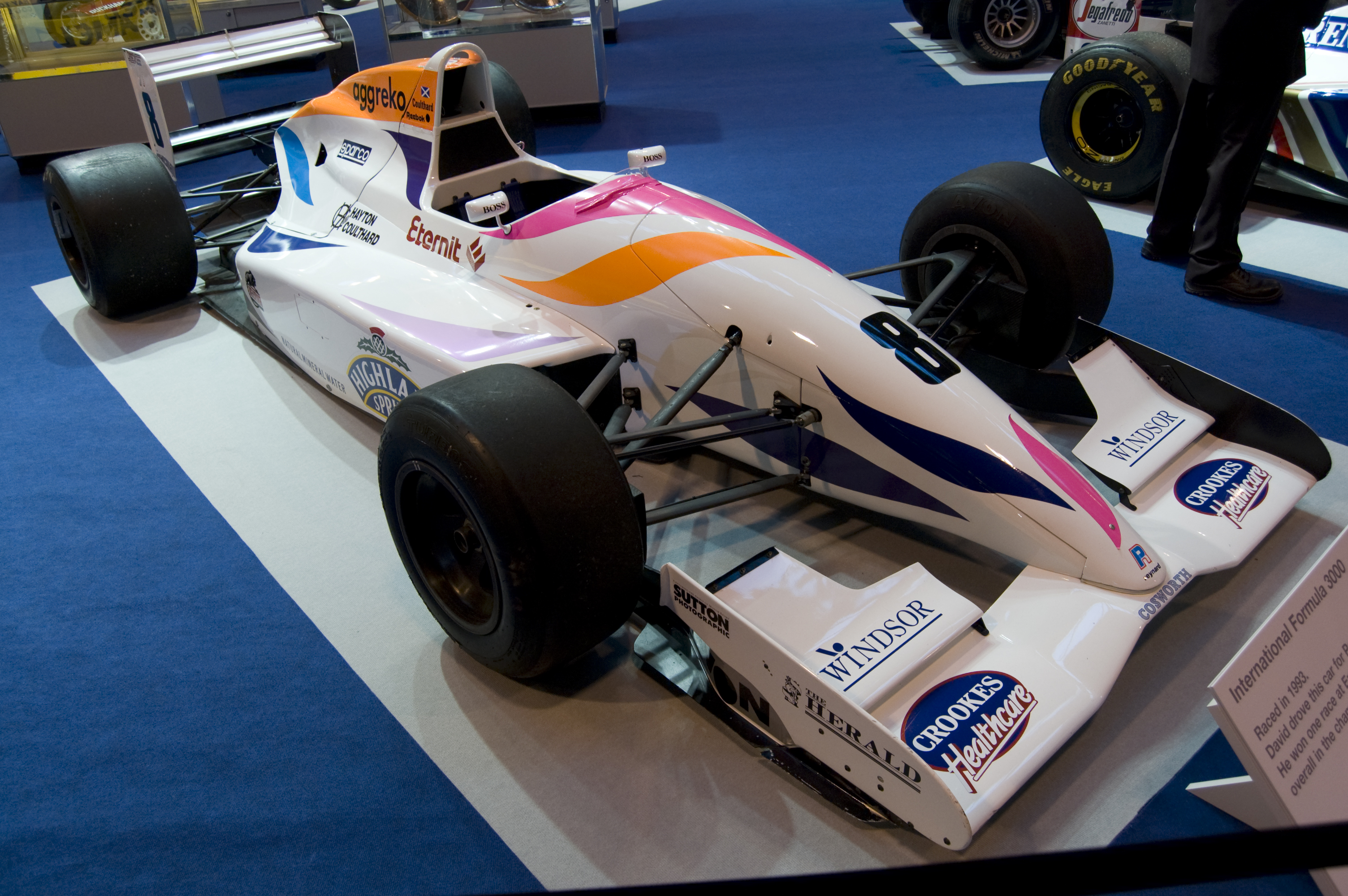
Reynard 93D, którym David Coulthard zdobył trzecie miejsce w klasyfikacji kierowców w barwach Pacific Racing w sezonie 1993 Międzynarodowej Formuły 3000

W roku 1993 kierowcami Pacific Racing byli David Coulthard (który w 1992 roku ścigał się w Międzynarodowej Formule 3000 dla Paul Stewart Racing) oraz Michael Bartels (były kierowca Lotusa w Formule 1). W pierwszej eliminacji – na torze Donington – żaden kierowca nie zdobył punktów, ale już w drugiej (na Silverstone) obaj kierowcy Pacifika stanęli na podium: Coulthard był drugi, a Bartels trzeci. W Pau Coulthard ponownie był drugi, a w Enna-Pergusa odniósł pierwsze zwycięstwo w Międzynarodowej Formule 3000. Coulthard zdobył ponadto punkty za trzecie miejsce na torze Spa-Francorchamps i jeszcze w ostatnim wyścigu sezonu miał szanse na tytuł mistrzowski, chociaż ostatecznie zajął w klasyfikacji trzecie miejsce, za Olivierem Panisem i Pedro Lamym. Bartels natomiast ukończył tylko wyścig na Silverstone i na dwie ostatnie eliminacje został zastąpiony przez Phila Andrewsa, który jednak nie odniósł dobrych rezultatów.

## Formuła 1
Po zdobyciu tytułu przez Fittipaldiego w Międzynarodowej Formule 3000 w 1991 roku Wiggins postanowił wystawić swój zespół w Formule 1. Początkowo Brytyjczyk chciał nawiązać współpracę z zespołem Tyrrell, jednak zakończyło się to niepowodzeniem. W związku z tym we wrześniu 1992 roku Wiggins założył Pacific Grand Prix. Wiggins podpisał porozumienie z Cosworthem na dostarczanie silników Ford HB V8, ale po wydaniu miliona funtów zespół zaczął przeżywać problemy finansowe, w związku z czym projekt został zawieszony na kilka miesięcy.

### 1994
W 1993 roku Wiggins zdołał zebrać pieniądze i skompletować personel tak, by móc zadebiutować w Formule 1 ze swoim zespołem w roku 1994. W skład personelu wchodzili między innymi: Paul Brown (główny projektant), Ian Dawson (menadżer zespołu), Graeme Glew (konsultant handlowy) i Paul Owens (inżynier wyścigowy). Siedziba zespołu mieściła się w Thetford, dokąd Wiggins przeniósł Pacifika w 1989 roku. Dzięki długoletniej współpracy Pacifika z Reynardem Wiggins zlecił Reynardowi zaprojektowanie samochodu. Wiggins pozyskał stare silniki Ilmor 2175A V10 z 1992 roku, przy czym ich zakup pochłonął 40% budżetu zespołu. Zbudowany przez Reynarda Pacific PR01 za sprawą wysoko podniesionego nosa przypominał Benettona B193. Reynard dostarczał także skrzynie biegów. Zaciski hamulcowe pochodziły od firmy AP, natomiast klocki i tarcze hamulcowe – od Carbone. Opony były wyprodukowane przez Goodyear, świece zapłonowe – przez NGK, natomiast paliwo przez Elf. Sponsorami zostały firmy Elf, Igol i Ursus.

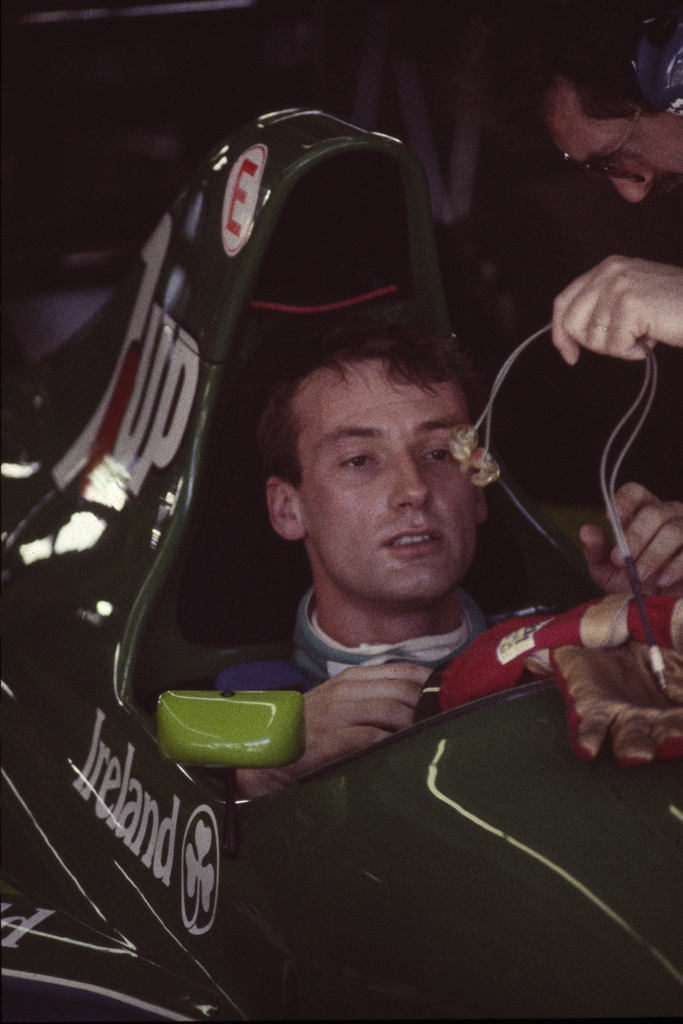
Bertrand Gachot w 1991 roku

Pierwszym kierowcą zespołu został Bertrand Gachot, z którym Wiggins współpracował już w latach 1985–1986. Po spędzeniu sezonu 1988 w Międzynarodowej Formule 3000, w roku 1989 Gachot zadebiutował w Formule 1, ścigając się wówczas w zespołach Onyx i Rial. W 1990 roku Gachot był kierowcą Coloni, a rok później w barwach Jordana zdobył cztery punkty i najszybsze okrążenie w Grand Prix Węgier. Pod koniec 1991 i w 1992 roku startował w Larroussie, natomiast w roku 1993 nie ścigał się w Formule 1. Drugim kierowcą początkowo miał zostać Oliver Gavin, który odbył z Pacifikiem kilka jazd testowych, ale ostatecznie Gavin został jedynie kierowcą testowym. Wiggins na drugiego kierowcę wybrał syna Jeana-Paula Belmondo – Paula, który był pay-driverem. W latach 1987–1991 bez sukcesów startował w Międzynarodowej Formule 3000, a w roku 1992 zadebiutował w Formule 1 w zespole March. Belmondo wnosił najwięcej pieniędzy do Pacific Grand Prix, ale pewne wsparcie finansowe wnosili również Gachot i Gavin.
Przedsezonowe testy nie wypadły dobrze, ponieważ pojawiły się problemy z mocowaniem i niezawodnością silnika Ilmor. Problemy wystąpiły również z nadwoziem; Autosport stwierdził, że model PR01 miał sztywność strukturalną „papierowej torby”.
Pierwszą eliminacją sezonu 1994 było Grand Prix Brazylii. Gachot w kwalifikacjach zajął 25 miejsce, co oznaczało, że był szybszy od obu kierowców Simteka (drugiego debiutanckiego zespołu) – Davida Brabhama i Rolanda Ratzenbergera. Gachot uzyskał czas 1:20,729, tj. o 4,8 sekundy gorszy od zdobywcy pole position, Ayrtona Senny i o 0,8 sekundy gorszy od poprzedzającego go Pedro Lamyego, ale o pół sekundy lepszy od 26 Davida Brabhama. Paul Belmondo nie przejechał ani jednego mierzonego okrążenia i nie zakwalifikował się do wyścigu. Gachot w wyścigu przejechał jedno okrążenie, po czym wycofał się z powodu kolizji. Mimo to dystans przejechany przez kierowców Pacifika w trakcie Grand Prix Brazylii był większy od łącznego dystansu pokonanego przez zespół w trakcie przedsezonowych testów.
Do Grand Prix Pacyfiku nie zakwalifikował się już żaden kierowca zespołu Pacific. Gachot stracił do zdobywcy pole position (Ayrtona Senny) 6,7 sekundy, a do dwudziestego szóstego Ratzenbergera – 0,4 sekundy. Belmondo natomiast stracił do Gachota pół sekundy.
W trakcie piątkowych kwalifikacji do Grand Prix San Marino poważny wypadek miał Rubens Barrichello. W sobotę Gachot z rezultatem 1:27,143 uzyskał 25 czas, przed Ratzenbergerem (1:27,584); Belmondo z czasem 1:27,881 był dwudziesty siódmy, a zatem nie kwalifikował się do wyścigu. W trakcie tych kwalifikacji Ratzenberger miał śmiertelny wypadek, wskutek czego zwolniło się 26, ostatnie miejsce startowe; mimo to Belmondo nie został dopuszczony do wyścigu. Na starcie wyścigu Gachot uniknął kolizji z Lamym, jednak podążającemu na osiemnastej pozycji Francuzowi na 24 okrążeniu zepsuł się silnik.
Do Grand Prix Monako Williams, po śmierci Ayrtona Senny w Grand Prix San Marino, wystawił tylko jeden samochód, podobnie jak Simtek – oznaczało to, że obaj kierowcy Pacific Grand Prix mają teoretycznie zapewniony start w wyścigu. Ponadto w trakcie czwartkowego treningu wypadek miał Karl Wendlinger i jego zespół, Sauber, wraz z Heinzem-Haraldem Frentzenem, wrócił do swojej siedziby i nie wziął udziału w kwalifikacjach. Kierowcy Pacific Grand Prix mieli więc w najgorszym wypadku zagwarantowany start z 23 i 24 miejsca i tak też się stało: Gachot był 23 ze stratą 1,5 sekundy do poprzedzającego Brabhama i 7,5 sekundy do zdobywcy pole position, Michaela Schumachera. Belmondo do Schumachera stracił natomiast ponad jedenaście sekund. Obaj kierowcy nie ukończyli wyścigu: Gachot wycofał się po 49 okrążeniach wskutek awarii skrzyni biegów, natomiast Belmondo doznał skurczów i drętwienia mięśni, przez co wycofał się po 53 okrążeniach. Ponad 175 kilometrów przejechanych przez Belmondo w trakcie tego wyścigu było najdłuższym dystansem przejechanym w jednym wyścigu przez Pacifika PR01.
Do Grand Prix Hiszpanii Williams i Simtek zgłosiły po dwóch kierowców, ale Sauber – tylko Frentzena, co oznaczało, że któryś kierowca Pacifika na pewno zakwalifikuje się do wyścigu. W trakcie piątkowej sesji kwalifikacyjnej zarówno Gachot, jak i Belmondo byli szybsi od Andrei Monterminiego z Simteka. W sobotę Montermini miał wypadek, po którym trafił do szpitala i nie był w stanie kontynuować uczestnictwa w Grand Prix. Wskutek tego Gachot oraz Belmondo zakwalifikowali się do wyścigu, chociaż do zdobywcy pole position stracili odpowiednio prawie siedem i prawie dziewięć sekund. Podczas wyścigu Belmondo wypadł z toru na trzecim okrążeniu, a Gachot wycofał się po 32 okrążeniach wskutek uszkodzonego spojlera. Grand Prix Hiszpanii było jednocześnie ostatnim wyścigiem sezonu 1994, do którego zakwalifikowali się obaj kierowcy zespołu.
W Grand Prix Kanady w zespole Sauber startowali już dwaj kierowcy – Karla Wendlingera zastąpił Andrea de Cesaris – ale w Simteku w tym Grand Prix ścigał się tylko David Brabham, co oznaczało, że ponownie któryś kierowca Pacifika wystartuje w wyścigu. Kierowcą tym był Gachot, który stracił do 25 Brabhama ponad sekundę (do pierwszego Schumachera 6,6 sekundy), ale miał niecałe 0,2 sekundy przewagi nad Belmondo. Wyścigu Gachot nie ukończył, po 47 okrążeniach w jego samochodzie wystąpiły problemy z ciśnieniem oleju.

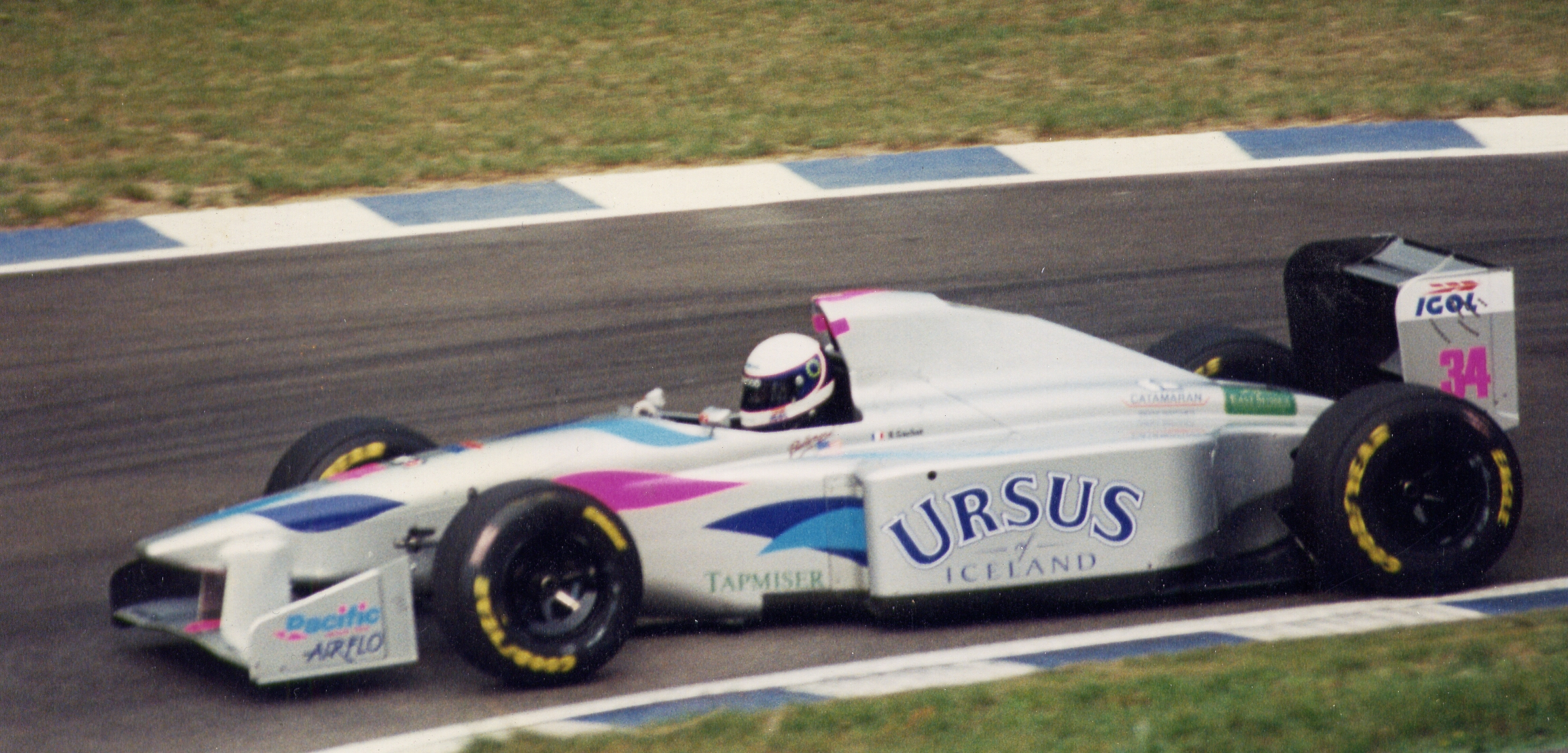
Bertrand Gachot podczas Grand Prix Niemiec 1994

Po Grand Prix Hiszpanii nowym kierowcą Simteka został Jean-Marc Gounon i stawka do końca sezonu liczyła 28 kierowców. To spowodowało, że w 1994 roku Pacific nie wystartował już w ani jednym wyścigu. Wprawdzie w kwalifikacjach do Grand Prix Francji Gachot stracił do 26 Gounona 0,1 sekundy, ale w kwalifikacjach do pozostałych wyścigów te różnice były większe: w Grand Prix Niemiec, Włoch, Portugalii i Australii różnica do ostatniego premiowanego udziałem w wyścigu miejsca wynosiła około dwóch sekund. Żaden z kierowców zespołu nie był w stanie się zakwalifikować nawet mimo faktu, że w sezonie 1994 składy kierowców często się zmieniały: w kwalifikacjach do Grand Prix Europy Gachot był o półtorej sekundy wolniejszy od debiutującego Domenico Schiattarelli, natomiast sesję kwalifikacyjną do Grand Prix Japonii Francuz zakończył z czasem o 1,3 gorszym od Takiego Inoue, który z kolei był o trzy sekundy wolniejszy od 25. Miki Salo na Lotusie. Mimo wprowadzenia pewnych poprawek – jak obniżenie nosa – Pacific PR01 pozostawał niekonkurencyjnym samochodem. W trakcie Grand Prix Australii samochód został skrytykowany przez obu kierowców: Paul Belmondo powiedział, że warunkiem przejechania czystego okrążenia w Pacifiku PR01 jest częste patrzenie w lusterka wsteczne, natomiast Bertrand Gachot po kwalifikacjach oświadczył, że to jeden z najszczęśliwszych dni w jego życiu, ponieważ nigdy nie będzie już musiał jeździć tym samochodem.

### 1995

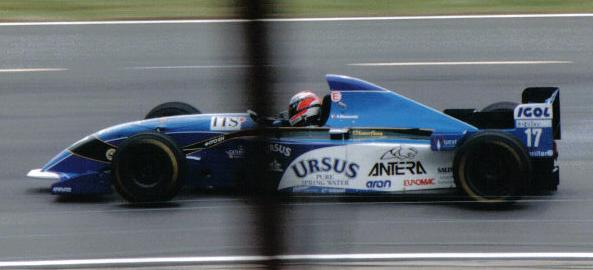
Pacific PR02

Już w połowie 1994 roku Wiggins oświadczył, że jego zespół rozpoczyna prace nad samochodem na sezon 1995. Za jego projekt odpowiedzialni byli Frank Coppuck, Peter Ellingham, Geoff Aldridge oraz Dave Watson. Samochód do opadającego nosa miał doczepiony aerodynamiczny dodatek, nazwany „tacą do herbaty”, a jego sekcje boczne były relatywnie wysokie. Przestarzałe silniki Ilmor zostały zastąpione nowszymi jednostkami Ford ED V8. Sponsorami zespołu zostali Interflora, Ursus, Igol, Hewlett-Packard, Catamaran, Quest International, Bellerose, Kenwood, MIRA oraz Cargo Express, a nowymi udziałowcami – Bertrand Gachot oraz Ko Gotoh. Ponadto Wiggins za 1,2 miliona dolarów nabył od Davida Hunta prawa do nazwy Team Lotus, przez co zespół zmienił oficjalną nazwę na Pacific Team Lotus. Oficjalnie zakup nazwy był związany z chęcią utrzymania nazwy Lotus w Formule 1. Faktem jest jednak, że Wiggins, kupując nazwę, mógł ją sprzedać sponsorom za około pięć milionów dolarów rocznie, a także liczyć na przybycie niektórych sponsorów Lotusa z 1994 roku. W związku z zakupem przez Wigginsa praw do nazwy Team Lotus na pomalowanym na niebiesko samochodzie umieszczono zielony pas z logiem Lotusa.
Pierwszym kierowcą Pacifika pozostał Gachot. Jako że Mika Salo miał podpisany kontrakt z Lotusem na sezon 1995, Wiggins chciał zatrzymać Salo w Pacifiku, argumentując to faktem, że Pacific jest następcą Lotusa. Salo odbył jednak jazdy testowe z Tyrrellem i podpisał kontrakt z tym zespołem, przez co Wiggins podał Tyrrella do Komisji FIA ds. Kontraktów Formuły 1. Komisja oddaliła roszczenia Wigginsa, przyznając rację Tyrrellowi. Wskutek tego zespołowym partnerem Gachota miał zostać Pedro Lamy. Jednak tuż przed startem sezonu odpowiednie aktywa do Pacifika wniósł Andrea Montermini i to on został drugim kierowcą zespołu. Paul Belmondo pozostał w zespole, obejmując rolę kierowcy testowego.
Przed sezonem 1995 z Formuły 1 wycofały się zespoły Lotus i Larrousse, natomiast nowym zespołem zostało Forti, co oznaczało trzynaście zespołów w stawce i zgodnie z regulaminem gwarancję kwalifikacji dla każdego z nich.
Pierwszą eliminacją sezonu 1995 było Grand Prix Brazylii. W kwalifikacjach Gachot stracił wprawdzie pięć sekund do zdobywcy pole position, Damona Hilla, ale pozwoliło mu to na wywalczenie dwudziestej pozycji startowej. Gachot okazał się przy tym lepszy od Takiego Inoue, Andrei Monterminiego oraz obu kierowców zespołów Forti i Simtek. Dwudziesty drugi Montermini stracił do Gachota przeszło 0,7 sekundy. Gachot nie ukończył wprawdzie wyścigu (na 24 okrążeniu zepsuła mu się skrzynia biegów), ale Montermini finiszował jako dziewiąty, co oznaczało, że był to pierwszy ukończony przez Pacifika wyścig w Formule 1.
W następnych sześciu wyścigach obaj kierowcy nie zostali sklasyfikowani. Do Grand Prix Argentyny Montermini startował z 22 pozycji – tuż przed Gachotem, ale obaj kierowcy nie jechali już po dwóch okrążeniach po kolizji z Karlem Wendlingerem. Sesje kwalifikacyjne do Grand Prix San Marino Gachot i Montermini ukończyli odpowiednio na 22 i 24 pozycji, ale obaj kierowcy odpadli z wyścigu wskutek awarii skrzyni biegów: Montermini na 16, a Gachot na 37 okrążeniu. Kwalifikacje do Grand Prix Hiszpanii Montermini ponownie ukończył tuż przed Gachotem – na 23 pozycji, ale Włoch nie zdołał nawet wystartować do wyścigu wskutek uszkodzonej skrzyni biegów. Gachot również nie finiszował, po pit-stopie na 43 okrążeniu jego samochód się zapalił. Do Grand Prix Monako Gachot startował z 21 pozycji, a Montermini – z przedostatniej. Montermini został zdyskwalifikowany po 23 okrążeniach wyścigu za to, że nie zjechał w trakcie regulaminowych pięciu okrążeń na odbycie kary stop & go za falstart, natomiast Gachot po 42 okrążeniach wycofał się wskutek awarii skrzyni biegów.

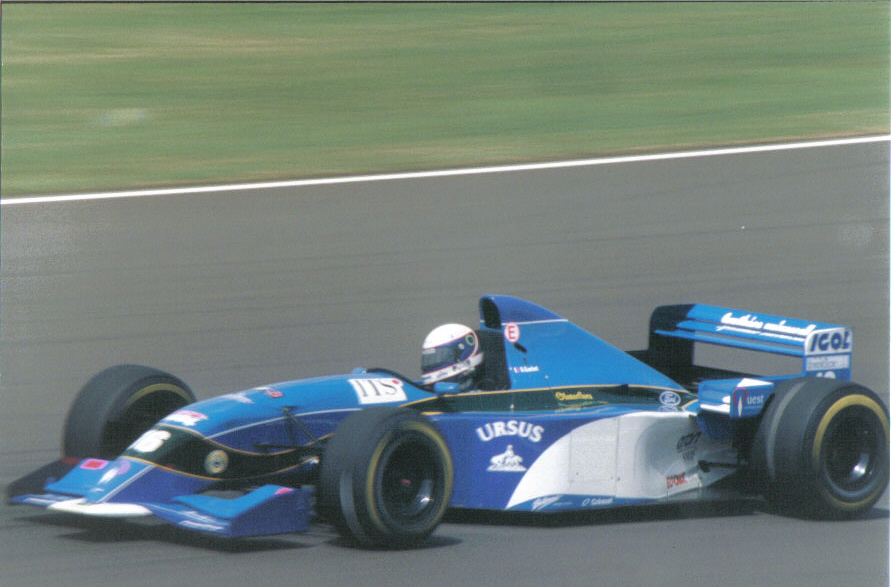
Bertrand Gachot podczas Grand Prix Wielkiej Brytanii 1995

Po Grand Prix Monako z rywalizacji wycofał się zespół Simtek. W kwalifikacjach do Grand Prix Kanady Gachot był 20, a Montermini – 21. Na szóstym okrążeniu wyścigu Montermini wycofał się z powodu uszkodzenia skrzyni biegów; Gachot także nie ukończył rywalizacji, na 37 okrążeniu w jego Pacifiku uszkodzeniu uległ akumulator. Do Grand Prix Francji Montermini startował z 21 miejsca, tuż przed Gachotem. Na 25 okrążeniu w samochodzie Gachota zepsuła się skrzynia biegów; Montermini stracił 10 okrążeń do zwycięzcy i również nie został sklasyfikowany. Kwalifikacje do Grand Prix Wielkiej Brytanii Gachot ukończył na 21 miejscu, natomiast Montermini był ostatni. Montermini na 22 okrążeniu wypadł z toru i wycofał się z rywalizacji, ale Gachot ukończył swój pierwszy wyścig dla Pacifika, finiszując na dwunastym miejscu.
W tym czasie pojawiły się poważne kłopoty finansowe. Rozwój samochodu został wstrzymany; w celu zaoszczędzenia silników Pacific ograniczał przebieg, a skrzynie biegów były nadmiernie eksploatowane. Sytuacja finansowa zespołu była na tyle zła, że na wniosek Heiniego Madera, który przygotowywał silniki Ilmora dla Pacifika w 1994 roku, komornik zajął niektóre aktywa zespołu. Po Grand Prix Wielkiej Brytanii Gachot oddał swoje miejsce w zespole kierowcy płacącemu za starty. Keith Wiggins wybrał Giovanniego Lavaggiego, który w 1992 roku był testerem Marcha, a w sezonie 1994 bez sukcesów ścigał się w serii IndyCar. Lavaggi nie odnosił dobrych wyników i został nazwany przez brytyjskie media „Johnnym Myjnią”.

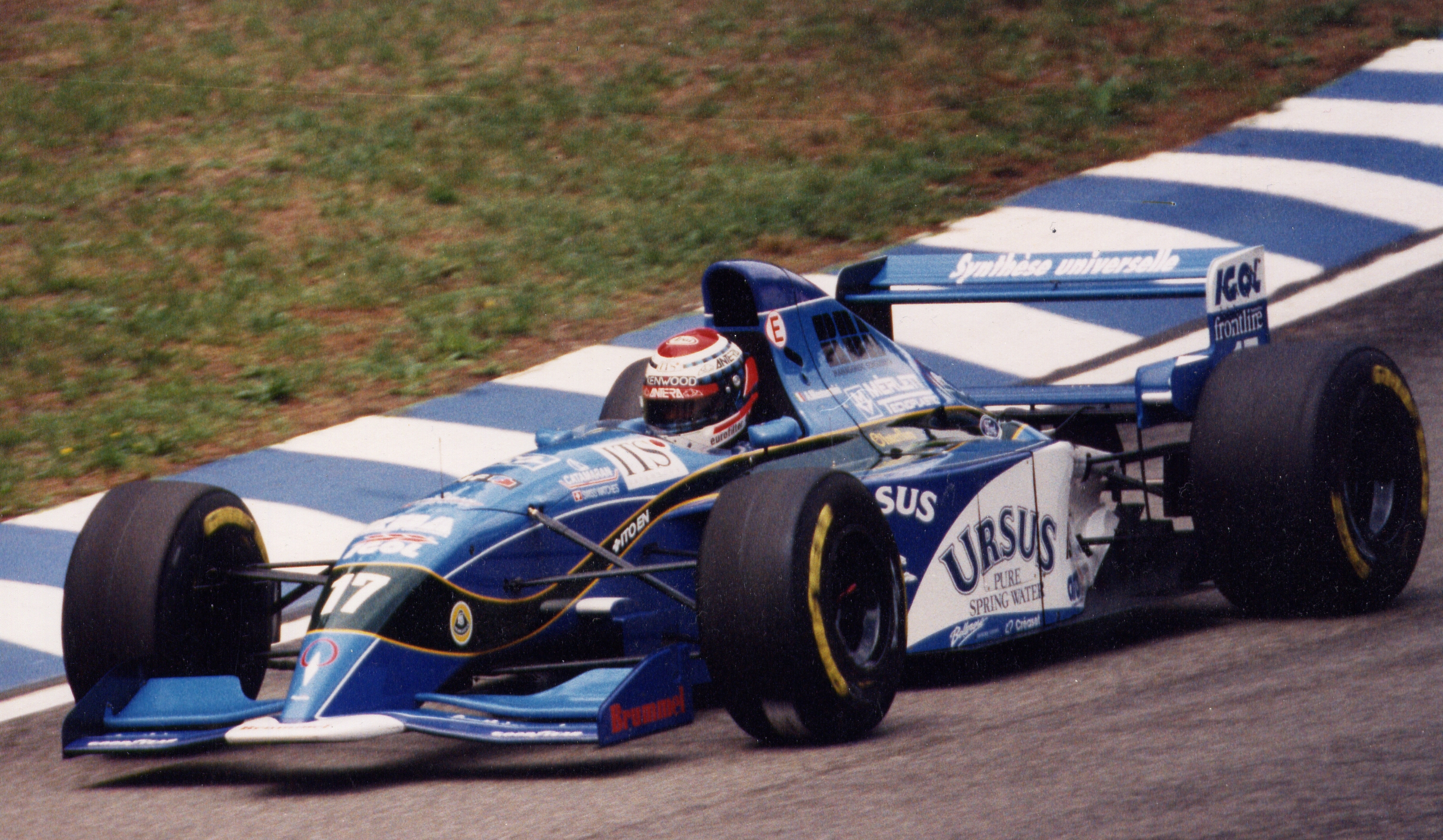
Andrea Montermini podczas Grand Prix Niemiec 1995

W kwalifikacjach do swojego pierwszego wyścigu w Formule 1 – Grand Prix Niemiec – Lavaggi stracił do przedostatniego Monterminiego ponad sekundę, a do zdobywcy pole position (Michaela Schumachera) – ponad dziesięć sekund. Lavaggi nie ukończył wyścigu (na 28 okrążeniu w jego samochodzie zepsuła się skrzynia biegów), a Montermini dojechał do mety na ósmym miejscu. Kwalifikacje do Grand Prix Węgier Lavaggi ponownie zakończył na ostatnim miejscu, ze stratą 2,2 sekundy do 22 Monterminiego. Na szóstym okrążeniu Lavaggi wpadł w poślizg i wycofał się z dalszej rywalizacji, natomiast Montermini ukończył wyścig jako dwunasty. Kwalifikacje do Grand Prix Belgii Montermini ukończył jako 21, Lavaggi natomiast był 23 ze stratą czterech sekund do partnera zespołowego. Obaj kierowcy nie ukończyli wyścigu: Monterminiemu po 18 okrążeniach zabrakło paliwa, natomiast Lavaggi na 28 okrążeniu wycofał się z powodu awarii skrzyni biegów. W kwalifikacjach do Grand Prix Włoch ostatni Lavaggi stracił do 21 Monterminiego prawie dwie sekundy. Na starcie wyścigu doszło do kolizji Monterminiego z Roberto Moreno, a na siódmym okrążeniu drugi kierowca Pacifika, Lavaggi, miał wypadek i również zakończył rywalizację.
Po Grand Prix Włoch Lavaggiego zastąpił kolejny pay-driver, Szwajcar Jean-Denis Délétraz, który w 1994 roku wziął udział w jednym Grand Prix Formuły 1 w zespole Larrousse. W kwalifikacjach do Grand Prix Portugalii Montermini był 21, natomiast Délétraz ostatni ze stratą 6,5 sekundy do Włocha. Délétraz wycofał się z wyścigu na 15 okrążeniu wskutek bólu mięśni, a Montermini – na 54 z powodu awarii skrzyni biegów. Kwalifikacje do Grand Prix Europy Montermini ukończył jako dwudziesty, natomiast Délétraz jako ostatni, tracąc do Monterminiego ponad trzy sekundy. Montermini nie ukończył rywalizacji: w jego samochodzie na 46 okrążeniu zabrakło paliwa (ponadto w trakcie swojego pit-stopu Włoch potrącił mechanika Paula Summerfielda), natomiast Délétraz dojechał do mety na ostatnim, piętnastym miejscu ze stratą siedmiu okrążeń do zwycięzcy, Michaela Schumachera.
Po tym, gdy Délétraz przestał wnosić pieniądze do zespołu, Wiggins postanowił zastąpić go kolejnym pay-driverem. Na Grand Prix Pacyfiku i Grand Prix Japonii Wiggins chciał zatrudnić Katsumiego Yamamoto, a na Grand Prix Australii – Olivera Gavina, jednak kierowcy ci nie uzyskali superlicencji i do końca sezonu Pacifikiem PR02 ścigał się już Bertrand Gachot.
Do wyścigu o Grand Prix Pacyfiku kierowcy Pacifika startowali z dwóch ostatnich miejsc (Montermini przed Gachotem). Obaj kierowcy nie dotarli do mety z powodu awarii skrzyni biegów w początkowej fazie wyścigu. W kwalifikacjach do Grand Prix Japonii Montermini był 19, natomiast Gachot – 22 (tracąc do zespołowego partnera ponad dwie sekundy). Ponownie obaj kierowcy zespołu nie dojechali do mety: Gachot wycofał się na siódmym okrążeniu wskutek uszkodzenia półosi, a Montermini na 24 okrążeniu wypadł z toru. Do Grand Prix Australii Montermini i Gachot startowali odpowiednio z 22 i 23 miejsca. Montermini odpadł z wyścigu na trzecim okrążeniu z powodu awarii skrzyni biegów, a Gachot dojechał do mety na ósmym miejscu.
Jesienią 1995 roku Pacific podpisał kontrakt z Johnem Juddem na dostawę starych silników Yamaha pod nazwą Judd do nowego modelu Pacific PR03. Kierowcami mieli zostać Bertrand Gachot i Oliver Gavin. Pacific nie wziął jednak udziału w sezonie 1996 Formuły 1: po sezonie 1995 Wiggins wycofał swój zespół z Formuły 1 wskutek braku pieniędzy na rozwój i wprowadzenia przez FIA od 1996 roku reguły 107%. Pacific był tym samym siedemnastym zespołem Formuły 1, który upadł od czasów kryzysu w 1989 roku; pozostałe to Andrea Moda, AGS, Brabham, Coloni, EuroBrun, Fondmetal, Larrousse, Life, Lotus, March, Modena, Onyx, Rial, Scuderia Italia, Simtek oraz Zakspeed.

## Koniec
Po dwóch latach startów w Formule 1 Wiggins reaktywował Pacific Racing i na 1996 rok wystawił go do Międzynarodowej Formuły 3000. Kierowcami zespołu zostali Patrick Lemarié oraz Cristiano da Matta; Lemarié zdobył dwa punkty za piąte miejsce w wyścigu w Pau, natomiast da Matta punktował trzykrotnie i zdobył siedem punktów. Na rok 1996 kierowcami Pacifika zostali Oliver Tichy i Marc Gené. Gené dla Pacifika wystąpił tylko w dwóch pierwszych eliminacjach sezonu, po czym przeszedł do Nordic Racing, natomiast Tichy w barwach Pacifika zdobył drugie miejsce w wyścigu na torze w Helsinkach oraz piąte na A1-Ringu. Po wyścigu na torze Spa-Francorchamps zabrakło pieniędzy na dalsze starty i Wiggins był zmuszony wycofać swój zespół z rywalizacji.
Na początku 1996 roku pojawiły się informacje, że Lola rozważa połączenie się z Pacific Racing tak, aby Keith Wiggins mógł wystawić swój zespół w Formule 1 w sezonie 1997. Informacje te nie znalazły potwierdzenia w rzeczywistości (jako że Lola w 1997 roku wystawiła własny zespół pod nazwą MasterCard Lola), podobnie jak plotki z początku 1997 roku mówiące o tym, że Pacific rozważa samodzielny powrót do Formuły 1.
W 1997 roku Wiggins podjął próbę wystawienia samochodu sportowego pod nazwą BRM P301, ale projekt ten upadł w październiku 1997 roku i Pacific Racing definitywnie przestał istnieć. Po upadku Pacifika Wiggins dołączył do oddziału firmy Lola odpowiedzialnego za projekt samochodu w serii CART, a później został pracownikiem zespołu Bettenhausen Racing.

## Wyniki
| Legenda oznaczeń w tabelach wyników Wyświetl szablon na nowej stronie | Legenda oznaczeń w tabelach wyników Wyświetl szablon na nowej stronie                                                                     |
| Oznaczenie                                                            | Wyjaśnienie |
| --------------------------------------------------------------------- | --- |
| Złoty                                                                 | Zwycięzca lub mistrzostwo |
| Srebrny                                                               | 2. miejsce lub wicemistrzostwo |
| Brązowy                                                               | 3. miejsce lub II wicemistrzostwo |
| Zielony                                                               | Ukończył, punktował (w klasyfikacji generalnej, gdy zdobył co najmniej jeden punkt na przestrzeni sezonu, poza trzema powyższymi opcjami) |
| Niebieski                                                             | Ukończył, nie punktował (w klasyfikacji generalnej, gdy nie zdobył co najmniej jednego punktu na przestrzeni sezonu)                      |
| Czerwony                                                              | Nie zakwalifikował się (NZ) |
| Czerwony                                                              | Nie prekwalifikował się (NPK) |
| Różowy                                                                | Nie ukończył (NU) |
| Różowy                                                                | Niesklasyfikowany (NS) (w klasyfikacji generalnej, gdy nie został sklasyfikowany w żadnym wyścigu sezonu)                                 |
| Czarny                                                                | Zdyskwalifikowany (DK) |
| Czarny                                                                | Wykluczony (WYK/EX) |
| Biały                                                                 | Nie wystartował (NW) |
| Biały                                                                 | Kontuzjowany (K/INJ) |
| Biały                                                                 | Wyścig odwołany (OD/C) |
| Bez koloru                                                            | Został wycofany (WYC/WD) |
| Bez koloru                                                            | Nie przybył (NP/DNA) |
| Bez koloru                                                            | Nie brał udziału w treningach (NT/DNP) |
| Bez koloru                                                            | Nie został zgłoszony (–) |
| Pogrubienie                                                           | Start z pole position |
| Kursywa                                                               | Najszybsze okrążenie wyścigu |
| †                                                                     | Nie ukończył, ale jego rezultat został zaliczony ze względu na przejechanie więcej niż 90% dystansu wyścigu.                              |
| *                                                                     | Sezon w trakcie |
| 1/2/3                                                                 | Punktowana pozycja w sprincie kwalifikacyjnym                                                                                             |
| Lista systemów punktacji Formuły 1                                    | |

### Ogólnie
| Rok  | Seria                        | Samochód           | Nr | Kierowcy                                   | Zgł. | Zw. | PP | NO | Pkt. | Msc. (kier.) | Msc. (zesp.) |
| ---- | ---------------------------- | ------------------ | -- | ------------------------------------------ | ---- | --- | -- | -- | ---- | ------------ | ------------ |
| 1984 | Formuła Ford Benelux 1600    | ?                  | ?  | Harald Huysman                             | ?    | ?   | ?  | ?  | ?    | 1            |              |
| 1984 | Europejska Formuła Ford 1600 | ?                  | ?  | Harald Huysman                             | ?    | ?   | ?  | ?  | ?    | 1            |              |
| 1985 | Brytyjska Formuła Ford 1600  | Reynard            | ?  | Bertrand Gachot                            | ?    | ?   | ?  | ?  | ?    | ?            |              |
| 1986 | Brytyjska Formuła Ford 2000  | Reynard            | ?  | Bertrand Gachot                            | ?    | ?   | ?  | ?  | ?    | 1            |              |
| 1987 | Brytyjska Formuła Ford 2000  | Reynard 87FF       | ?  | JJ Lehto                                   | ?    | ?   | ?  | ?  | ?    | 1            |              |
| 1987 | Europejska Formuła Ford      | ?                  | ?  | JJ Lehto                                   | ?    | ?   | ?  | ?  | ?    | 1            |              |
| 1988 | Brytyjska Formuła 3          | Reynard 883-Toyota | ?  | JJ Lehto                                   | 18   | 8   | 6  | 11 | 113  | 1            |              |
| 1988 | Brytyjska Formuła 3          | Reynard 883-Toyota | ?  | John Alcorn                                | 17   | 1   | 0  | 0  | 21   | 7            |              |
| 1988 | Brytyjska Formuła 3          | Reynard 883-Toyota | ?  | Evan Demoulas                              | 8    | 0   | 0  | 0  | 0    | NS           |              |
| 1988 | Grand Prix Makau             | Reynard 883-Toyota | 2  | JJ Lehto                                   | 1    | 0   | 0  | 0  |      | NU           |              |
| 1989 | Międzynarodowa Formuła 3000  | Reynard 89D-Mugen  | 24 | Eddie Irvine                               | 10   | 0   | 0  | 0  | 11   | 9            |              |
| 1989 | Międzynarodowa Formuła 3000  | Reynard 89D-Mugen  | 25 | JJ Lehto                                   | 9    | 0   | 0  | 0  | 6    | 13           |              |
| 1989 | Międzynarodowa Formuła 3000  | Reynard 89D-Mugen  | 25 | Allan McNish                               | 1    | 0   | 0  | 0  | 0    | 26           |              |
| 1990 | Międzynarodowa Formuła 3000  | Lola T90/50-Mugen  | 24 | Stéphane Proulx                            | 11   | 0   | 0  | 1  | 0    | 26           |              |
| 1990 | Międzynarodowa Formuła 3000  | Lola T90/50-Mugen  | 25 | Marco Greco                                | 2    | 0   | 0  | 0  | 0    | NS           |              |
| 1990 | Międzynarodowa Formuła 3000  | Lola T90/50-Mugen  | 25 | Claude Bourbonnais                         | 2    | 0   | 0  | 0  | 0    | NS           |              |
| 1991 | Międzynarodowa Formula 3000  | Reynard 91D-Mugen  | 29 | Antonio Tamburini                          | 10   | 1   | 0  | 1  | 22   | 4            |              |
| 1991 | Międzynarodowa Formula 3000  | Reynard 91D-Mugen  | 30 | Christian Fittipaldi                       | 10   | 2   | 4  | 1  | 47   | 1            |              |
| 1992 | Międzynarodowa Formuła 3000  | Reynard 92D-Mugen  | 1  | Laurent Aïello                             | 10   | 0   | 0  | 0  | 3    | 13           |              |
| 1992 | Międzynarodowa Formuła 3000  | Reynard 92D-Mugen  | 2  | Jordi Gené                                 | 10   | 1   | 1  | 0  | 21   | 5            |              |
| 1993 | Międzynarodowa Formuła 3000  | Reynard 93D-Ford   | 8  | David Coulthard                            | 9    | 1   | 0  | 2  | 25   | 3            |              |
| 1993 | Międzynarodowa Formuła 3000  | Reynard 93D-Ford   | 9  | Michael Bartels                            | 7    | 0   | 0  | 0  | 4    | 14           |              |
| 1993 | Międzynarodowa Formuła 3000  | Reynard 93D-Ford   | 9  | Phil Andrews                               | 2    | 0   | 0  | 0  | 0    | 31           |              |
| 1994 | Formuła 1                    | Pacific PR01-Ilmor | 33 | Paul Belmondo                              | 16   | 0   | 0  | 0  | 0    | NS           | NS           |
| 1994 | Formuła 1                    | Pacific PR01-Ilmor | 34 | Bertrand Gachot                            | 16   | 0   | 0  | 0  | 0    | NS           | NS           |
| 1995 | Formuła 1                    | Pacific PR02-Ford  | 16 | Bertrand Gachot                            | 11   | 0   | 0  | 0  | 0    | 26           | 12           |
| 1995 | Formuła 1                    | Pacific PR02-Ford  | 16 | Giovanni Lavaggi                           | 4    | 0   | 0  | 0  | 0    | NS           | 12           |
| 1995 | Formuła 1                    | Pacific PR02-Ford  | 16 | Jean-Denis Délétraz                        | 2    | 0   | 0  | 0  | 0    | 34           | 12           |
| 1995 | Formuła 1                    | Pacific PR02-Ford  | 17 | Andrea Montermini                          | 17   | 0   | 0  | 0  | 0    | 25           | 12           |
| 1996 | Międzynarodowa Formuła 3000  | Lola T96/50-Zytek  | 28 | Patrick Lemarié                            | 16   | 0   | 0  | 0  | 2    | 15           |              |
| 1996 | Międzynarodowa Formuła 3000  | Lola T96/50-Zytek  | 29 | Cristiano da Matta                         | 16   | 0   | 0  | 0  | 7    | 9            |              |
| 1997 | Międzynarodowa Formuła 3000  | Lola T96/50-Zytek  | 14 | Oliver Tichy                               | 8    | 0   | 0  | 0  | 14   | 7            |              |
| 1997 | Międzynarodowa Formuła 3000  | Lola T96/50-Zytek  | 15 | Marc Gené                                  | 2    | 0   | 0  | 1  | 0    | 25           |              |
| 1997 | International Sports Racing  | BRM P301-Nissan    | 14 | Franz Konrad Richard Dean Wido Rössler     | 1    | 0   | 0  | 0  | 0    | NS           | NS           |
| 1997 | 24h Le Mans                  | BRM P301-Nissan    | 14 | Eliseo Salazar Harri Toivonen Jesús Pareja | 1    | 0   | 0  | 0  |      | NU           |              |

### Międzynarodowa Formuła 3000
| Sezon | Zespół         | Silnik | Kierowcy             | Wyniki w poszczególnych eliminacjach | Wyniki w poszczególnych eliminacjach | Wyniki w poszczególnych eliminacjach | Wyniki w poszczególnych eliminacjach | Wyniki w poszczególnych eliminacjach | Wyniki w poszczególnych eliminacjach | Wyniki w poszczególnych eliminacjach | Wyniki w poszczególnych eliminacjach | Wyniki w poszczególnych eliminacjach | Wyniki w poszczególnych eliminacjach | Wyniki w poszczególnych eliminacjach | Wyniki kierowców | Wyniki kierowców |
| 1989  |                |        |                      | SIL                                  | VAL                                  | PAU                                  | JER                                  | PER                                  | BRH                                  | BIR                                  | SPA                                  | BUG                                  | DIJ                                  |                                      | Punkty           | Pozycja          |
| ----- | -------------- | ------ | -------------------- | ------------------------------------ | ------------------------------------ | ------------------------------------ | ------------------------------------ | ------------------------------------ | ------------------------------------ | ------------------------------------ | ------------------------------------ | ------------------------------------ | ------------------------------------ | ------------------------------------ | ---------------- | ---------------- |
| 1989  | Pacific Racing | Mugen  | Eddie Irvine         | NW                                   | NU                                   | DK                                   | NU                                   | 3                                    | NU                                   | 6                                    | 9                                    | 4                                    | 4                                    |                                      | 11               | 9                |
| 1989  | Pacific Racing | Mugen  | JJ Lehto             | DK                                   | NU                                   | 4                                    | 6                                    | NU                                   | NU                                   | NU                                   | 5                                    | NU                                   | -                                    |                                      | 6                | 14               |
| 1989  | Pacific Racing | Mugen  | Allan McNish         | -                                    | -                                    | -                                    | -                                    | -                                    | -                                    | -                                    | -                                    | -                                    | 8                                    |                                      | 0                | 26               |
| 1990  |                |        |                      | DON                                  | SIL                                  | PAU                                  | JER                                  | MNZ                                  | PER                                  | HOC                                  | BRH                                  | BIR                                  | BUG                                  | NOG                                  | Punkty           | Pozycja          |
| 1990  | Pacific Racing | Mugen  | Stéphane Proulx      | 12                                   | NU                                   | NU                                   | NU                                   | NU                                   | NU                                   | 10                                   | NU                                   | NU                                   | NU                                   | 7                                    | 0                | 26               |
| 1990  | Pacific Racing | Mugen  | Marco Greco          | NZ                                   | NZ                                   | -                                    | -                                    | -                                    | -                                    | -                                    | -                                    | -                                    | -                                    | -                                    | 0                | NS               |
| 1990  | Pacific Racing | Mugen  | Claude Bourbonnais   | -                                    | -                                    | -                                    | -                                    | -                                    | -                                    | -                                    | -                                    | -                                    | NZ                                   | NZ                                   | 0                | NS               |
| 1991  |                |        |                      | VAL                                  | PAU                                  | JER                                  | MUG                                  | PER                                  | HOC                                  | BRH                                  | SPA                                  | BUG                                  | NOG                                  |                                      | Punkty           | Pozycja          |
| 1991  | Pacific Racing | Mugen  | Antonio Tamburini    | 3                                    | 10                                   | 4                                    | 7                                    | 4                                    | 6                                    | 5                                    | NU                                   | 1                                    | NU                                   |                                      | 22               | 4                |
| 1991  | Pacific Racing | Mugen  | Christian Fittipaldi | 2                                    | 2                                    | 1                                    | 3                                    | DK                                   | 4                                    | 3                                    | NU                                   | 2                                    | 1                                    |                                      | 47               | 1                |
| 1992  |                |        |                      | SIL                                  | PAU                                  | CAT                                  | PER                                  | HOC                                  | NUR                                  | SPA                                  | ALB                                  | NOG                                  | MAG                                  |                                      | Punkty           | Pozycja          |
| 1992  | Pacific Racing | Mugen  | Laurent Aïello       | NU                                   | NU                                   | 15                                   | 11                                   | 10                                   | 5                                    | 6                                    | 15                                   | 7                                    | NU                                   |                                      | 3                | 14               |
| 1992  | Pacific Racing | Mugen  | Jordi Gené           | 1                                    | NU                                   | 3                                    | NU                                   | 5                                    | 8                                    | 2                                    | NU                                   | 8                                    | 10                                   |                                      | 21               | 5                |
| 1993  |                |        |                      | DON                                  | SIL                                  | PAU                                  | PER                                  | HOC                                  | NUR                                  | SPA                                  | MAG                                  | NOG                                  |                                      |                                      | Punkty           | Pozycja          |
| 1993  | Pacific Racing | Ford   | David Coulthard      | 13                                   | 2                                    | 2                                    | 1                                    | NU                                   | 7                                    | 3                                    | NU                                   | NU                                   |                                      |                                      | 25               | 3                |
| 1993  | Pacific Racing | Ford   | Michael Bartels      | NU                                   | 3                                    | NU                                   | NU                                   | NU                                   | NU                                   | NU                                   | -                                    | -                                    |                                      |                                      | 4                | 14               |
| 1993  | Pacific Racing | Ford   | Phil Andrews         | -                                    | -                                    | -                                    | -                                    | -                                    | -                                    | -                                    | DK                                   | 13                                   |                                      |                                      | 0                | 31               |
| 1996  |                |        |                      | NUR                                  | PAU                                  | PER                                  | HOC1                                 | SIL                                  | SPA                                  | MAG                                  | EST                                  | MUG                                  | HOC2                                 |                                      | Punkty           | Pozycja          |
| 1996  | Pacific Racing | Zytek  | Patrick Lemarié      | 12                                   | 5                                    | 13                                   | 10                                   | 8                                    | NU                                   | 8                                    | 15                                   | NU                                   | 8                                    |                                      | 2                | 15               |
| 1996  | Pacific Racing | Zytek  | Cristiano da Matta   | 9                                    | 4                                    | 5                                    | NU                                   | NU                                   | 10                                   | 5                                    | 7                                    | 20                                   | NU                                   |                                      | 7                | 9                |
| 1997  |                |        |                      | SIL                                  | PAU                                  | HEL                                  | NUR                                  | PER                                  | HOC                                  | A1R                                  | SPA                                  | MUG                                  | JER                                  |                                      | Punkty           | Pozycja          |
| 1997  | Pacific Racing | Zytek  | Oliver Tichy         | 8                                    | 8                                    | 2                                    | 9                                    | NU                                   | 7                                    | 5                                    | NU                                   | -                                    | -                                    |                                      | 8 (14)           | 7                |
| 1997  | Pacific Racing | Zytek  | Marc Gené            | 13                                   | NZ                                   | -                                    | -                                    | -                                    | -                                    | -                                    | -                                    | -                                    | -                                    |                                      | 0                | 25               |

### Formuła 1
| Sezon | Zespół             | Silnik | Kierowcy            | Wyniki w poszczególnych eliminacjach | Wyniki w poszczególnych eliminacjach | Wyniki w poszczególnych eliminacjach | Wyniki w poszczególnych eliminacjach | Wyniki w poszczególnych eliminacjach | Wyniki w poszczególnych eliminacjach | Wyniki w poszczególnych eliminacjach | Wyniki w poszczególnych eliminacjach | Wyniki w poszczególnych eliminacjach | Wyniki w poszczególnych eliminacjach | Wyniki w poszczególnych eliminacjach | Wyniki w poszczególnych eliminacjach | Wyniki w poszczególnych eliminacjach | Wyniki w poszczególnych eliminacjach | Wyniki w poszczególnych eliminacjach | Wyniki w poszczególnych eliminacjach | Wyniki w poszczególnych eliminacjach | Wyniki kierowców | Wyniki kierowców | Wyniki konstruktora | Wyniki konstruktora |
| 1994  |                    |        |                     | BRA                                  | PAC                                  | SMR                                  | MCO                                  | ESP                                  | CAN                                  | FRA                                  | GBR                                  | DEU                                  | HUN                                  | BEL                                  | ITA                                  | POR                                  | EUR                                  | JPN                                  | AUS                                  |                                      | Punkty           | Pozycja          | Punkty              | Pozycja             |
| ----- | ------------------ | ------ | ------------------- | ------------------------------------ | ------------------------------------ | ------------------------------------ | ------------------------------------ | ------------------------------------ | ------------------------------------ | ------------------------------------ | ------------------------------------ | ------------------------------------ | ------------------------------------ | ------------------------------------ | ------------------------------------ | ------------------------------------ | ------------------------------------ | ------------------------------------ | ------------------------------------ | ------------------------------------ | ---------------- | ---------------- | ------------------- | ------------------- |
| 1994  | Pacific Grand Prix | Ilmor  | Paul Belmondo       | NZ                                   | NZ                                   | NZ                                   | NU                                   | NU                                   | NZ                                   | NZ                                   | NZ                                   | NZ                                   | NZ                                   | NZ                                   | NZ                                   | NZ                                   | NZ                                   | NZ                                   | NZ                                   |                                      | 0                | NS               | 0                   | NS                  |
| 1994  | Pacific Grand Prix | Ilmor  | Bertrand Gachot     | NU                                   | NZ                                   | NU                                   | NU                                   | NU                                   | NU                                   | NZ                                   | NZ                                   | NZ                                   | NZ                                   | NZ                                   | NZ                                   | NZ                                   | NZ                                   | NZ                                   | NZ                                   |                                      | 0                | NS               | 0                   | NS                  |
| 1995  |                    |        |                     | BRA                                  | ARG                                  | SMR                                  | ESP                                  | MCO                                  | CAN                                  | FRA                                  | GBR                                  | DEU                                  | HUN                                  | BEL                                  | ITA                                  | POR                                  | EUR                                  | PAC                                  | JPN                                  | AUS                                  | Punkty           | Pozycja          | Punkty              | Pozycja             |
| 1995  | Pacific Team Lotus | Ford   | Bertrand Gachot     | NU                                   | NU                                   | NU                                   | NU                                   | NU                                   | NU                                   | NU                                   | 12                                   | -                                    | -                                    | -                                    | -                                    | -                                    | -                                    | NU                                   | NU                                   | 8                                    | 0                | 26               | 0                   | 12                  |
| 1995  | Pacific Team Lotus | Ford   | Giovanni Lavaggi    | -                                    | -                                    | -                                    | -                                    | -                                    | -                                    | -                                    | -                                    | NU                                   | NU                                   | NU                                   | NU                                   | -                                    | -                                    | -                                    | -                                    | -                                    | 0                | NS               | 0                   | 12                  |
| 1995  | Pacific Team Lotus | Ford   | Jean-Denis Délétraz | -                                    | -                                    | -                                    | -                                    | -                                    | -                                    | -                                    | -                                    | -                                    | -                                    | -                                    | -                                    | NU                                   | 15                                   | -                                    | -                                    | -                                    | 0                | 34               | 0                   | 12                  |
| 1995  | Pacific Team Lotus | Ford   | Andrea Montermini   | 9                                    | NU                                   | NU                                   | NW                                   | DK                                   | NU                                   | NS                                   | NU                                   | 8                                    | 12                                   | NU                                   | NU                                   | NU                                   | NU                                   | NU                                   | NU                                   | NU                                   | 0                | 25               | 0                   | 12                  |

## Statystyki
| Sezon | Zespół             | Konstruktor   | Zgłoszenia | GP | PKT | P. | P1 | P2 | P3 | Punkt. | PP | NO | NS | DK | NZ |
| --- | ------------------ | ------------- | ---------- | -- | --- | -- | -- | -- | -- | ------ | -- | -- | -- | -- | -- |
| 1994 | Pacific Grand Prix | Pacific-Ilmor | 32         | 16 | -   | -  | -  | -  | -  | -      | -  | -  | 7  | -  | 25 |
| 1995 | Pacific Team Lotus | Pacific-Ford  | 34         | 17 | -   | -  | -  | -  | -  | -      | -  | -  | 27 | 1  | -  |
| Razem | 2                  | 2             | 66         | 33 | -   | -  | -  | -  | -  | -      | -  | -  | 34 | 1  | 25 |
| Sezon | Zespół             | Konstruktor   | Zgłoszenia | GP | PKT | P. | P1 | P2 | P3 | Punkt. | PP | NO | NS | DK | NZ |
| Zgłoszenia - starty wszystkich samochodów; GP - zaliczone Grand Prix; P. - pozycja końcowa; P1, P2, P3 - pozycje na podium; Punkt. - punktował; PP - pole position; NO - najszybsze okrążenia; NS - niesklasyfikowany; DK - dyskwalifikacje; NZ - nie zakwalifikował się |                    |               |            |    |     |    |    |    |    |        |    |    |    |    |    |

## Podsumowanie
| Ważne wyścigi     | Ważne wyścigi                                                       |
| ----------------- | ------------------------------------------------------------------- |
| Debiut            | Grand Prix Brazylii 1994 (#1, Paul Belmondo, Bertrand Gachot)       |
| Ostatni           | Grand Prix Australii 1995 (#33, Bertrand Gachot, Andrea Montermini) |
| Najwyższe pozycje |                                                                     |
| Kwalifikacje      | 19                                                                  |
| Wyścig            | 8                                                                   |
| Inne              |                                                                     |
| Kierowca testowy  | Oliver Gavin, Paul Belmondo                                         |

## Kierowcy
|     | Kierowca            | Sezony    | Starty | PP | Wygrane | MŚ | Zespół    |
| --- | ------------------- | --------- | ------ | -- | ------- | -- | --------- |
| FRA | Paul Belmondo       | 1994      | 2      | 0  | 0       |    | fabryczny |
| FRA | Bertrand Gachot     | 1994–1995 | 16     | 0  | 0       |    | fabryczny |
| ITA | Giovanni Lavaggi    | 1995      | 4      | 0  | 0       |    | fabryczny |
| CHE | Jean-Denis Délétraz | 1995      | 2      | 0  | 0       |    | fabryczny |
| ITA | Andrea Montermini   | 1995      | 16     | 0  | 0       |    | fabryczny |

## Informacje techniczne
| Sezon | Zespół             | Podwozie     | Silnik (Typ)         | Opony    |
| ----- | ------------------ | ------------ | -------------------- | -------- |
| 1994  | Pacific Grand Prix | Pacific PR01 | Ilmor 2175A 3,5l V10 | Goodyear |
| 1995  | Pacific Team Lotus | Pacific PR02 | Ford EDC 3,0l V8     | Goodyear |
| Razem | 2                  | 2            | 2                    | 1        |
| Sezon | Zespół             | Podwozie     | Silnik (Typ)         | Opony    |